# Качор Ігор Володимирович
Ігор Володимирович Качор (нар. 27 листопада 1956, Львів) — український конструктор, художник-графік, автор реконструкцій.

## Біографія
Навчався у львівській спеціалізованій ЗОШ № 8 (1964—1974), Львівській Політехніці (1974—1979). Працював у ряді НДІ, ПП міста, пройшовши шлях від конструктора до головного конструктора проекту, головного конструктора. Брав участь у проектування «чистих приміщень», устаткування для вирощування кристалів напівпровідників, виготовлення підкладок, компакт-дисків, промислових електронних приладів для вимірювання тиску. Отримав 12 Авторських свідоцтв, звання «Найкращого молодого вченого міністерства радіоелектронної промисловості СРСР» (1989).

## Пластичні панорами, макети
З відкриттям закритих фондів архівів, бібліотек до середини 1990-х років створив серію з близько 200 графічних робіт, де вперше було подано реконструкції всіх фортифікацій, костелів, церков Львова, що існували до XVIII століття. Ця графіка експонувалась на 10 персональних виставках у виставках залах львівської галереї мистецтв, львівського історичного музею, Музею етнографії та художнього промислу та групових виставках.
Згодом були створені пластичні панорами Львова княжого (2003), готичного (2002 — до 475-ї річниці Великої пожежі) та середини XVIII століття у масштабі 1:500, що експонуються у Підземеллі Гарнізонного храму Льаова, як і графічні реконструкції дерев'яних церков міста з персональної виставки 2003 року. Діаметр панорами Львова середини 1740-х років становить 6 метрів і на даний час в різних експозиціях експонуються два блоки з виготовлених восьми (з 24 вересня 1999). Були виконані перші реконструкції вірогідних варіантів вигляду корони короля Данила (травень 2001 — до 800-ліття з дня його народження), що експонувались у філії Львівської галереї мистецтв. Надалі було виконано реконструкції ряду середньовічних міст України, що експонувались на групових і персональних виставках, перший макет Високого замку (2003) у масштабі 1:100. На основі праць про археологічні дослідження були створені реконструкції церкви Святого Духа (Львів), городищ Пліснеська, Жидачева для музейних експозицій. Для пожежно-технічної виставки ГУ МНСУ було виготовлено декілька макетів пожежної техніки (до 2005). З 2016 три пластичні панорами Львова експонуються у підземеллі Гарнізонного храму, для якого були виготовлені макети середньовічної кам'яниці, храму свв. Петра і Павла (2019).
За пропозицією директора Львівської галереї мистецтв Б. Г. Возницького почав створювати макети для Парку замків та оборонних споруд давньої України (2009—2013). Для бутік готелю "Кавальєр" Львова було виготовлено макети замків Хотина, Бран (Румунія), Фалькенберг (Німеччина) (2011).

## Книжкові видання
Разом із Любов'ю Качор є автором книг:
Паперові видання
- «Львів крізь віки» (2004).
- «Марево давнього Львова» (2009).
- «Середньовічний Львів. Фортифікації» (2009).
- Макет-іграшки «Забуті мури Львова» (1996).

Електронні видання 
- Кам’янець, Поділля, Хотин. Фортифікації (2009)
- Марево давнього Львова 2010,2017
- Львів на зламі епох (2016)
- Латинський собор у Львові (1999-2016)
- Брати Проповідники у Львові (1999-2017)
- Храм св. Андрія монастиря бернардин Львова (книга) (1999, 2017)
- Єзуїти у Львові (1999-2020)
- Пластичні панорами давнього Львова (2018)
- Львів і світ. Плин часу (1999, 2021)
- Король Лев (2010,2022)
- Давній Львів. Фортифікації (2010-2020)
- Давній Львів. Храми (2010-2018)
- Давній Львів. Житлова забудова (2014-2018)
- Сакральні метаморфози Львова (2009-2022)

Графічні і пластичні реконструкції використано у ряді видань з історії Львова:
- Львів: Туристичний путівник / Загальн. ред. А. Рудницького; Наук. ред., авт. упорядкування та макетування Ю. Бірюльова. — Львів: Центр Європи, 1999. — 548 с. — ISBN 966-7022-09-9.
- Шишка О. Наше місто — Львів: посібник з курсу «Львовознавство» / О. В. Шишка. — Львів: Центр Європи, 2000. — Ч. 1. — 191 с. — ISBN 966-7022-24-2.
- Мельник Б. В. Вулицями старовинного Львова. — Львів: Світ, 2001. — 272 с.: іл. — ISBN 966-603-048-9.
- Czuba М. Gotycka Archikatedra Łacińska we Lwowie. — Przemyśl, 2002. — 32 s.: 24 tablice barwne.
- Шишка О. Наше місто — Львів: посібник з курсу «Львовознавство» / О. В. Шишка. — Львів: Центр Європи, 2005. — Ч. 2. — 173 с. — ISBN 966-7022-24-39.
- Палков Т. Львів (путівник). — Львів: Ладекс, 2006. — 108 с. — ISBN 966-8233-01-8.
- Історія Львова: у трьох томах. Том 1. 1256—1772 / редколегія: Ярослав Ісаєвич (голова) та ін.; НАН України, Інститут українознавства імені І. Крипʾякевича. — Львів: Центр Європи, 2006. — 295 с. — ISBN 966-7022-58-7.
- Енциклопедія Львова / За редакцією А. Козицького, І. Підкови. — Львів: Літопис, 2007. — т. 1. — 656 с. — ISBN 966-7007-68-8.
- Палков Т. Замки Львівщини. Історія та легенди: путівник / Т. Палков. — Львів: Ладекс, 2007. — 64 с. — ISBN 966-8233-07-7.
- Крип'якевич І. Історичні проходи по Львові: книжка-путівник / І. Крип'якевич; упоряд. тексту, опрац. та прим. Б. Якимовича. — Львів: Апріорі, 2007. — 115 c.
- Ілько Лемко Історія львівської ратуші. — Львів: Апріорі, 2008. — 128 с.
- Ілько Лемко Легенди старого Львова. — Львів: Апріорі, 2008. — 176 с. — ISBN 978-966-8256-91-2.
- Архітектура Львова: Час і стилі. XIII—XXI ст. / Бевз М., Бірюльов Ю., Ю. Богданова, В. Дідик, У. Іваночко, Т. Клименюк та інші. — Львів: Центр Європи, 2008. — 720 с. — ISBN 978-966-7022-77-8.
- Палков Т. Замки Карпат. Історія та легенди: путівник / Т. Палков. — Львів: Ладекс, 2009. — 63 с.
- Ілько Лемко Кохання і смерть. — Львів: Апріорі, 2009. — 128 с. — ISBN 978-966-2154-10-8.
- Яворський Ф. Про сірий Львів — Львів: Центр Європи, 2012. — 288 с.: 327 іл.

## Галерея

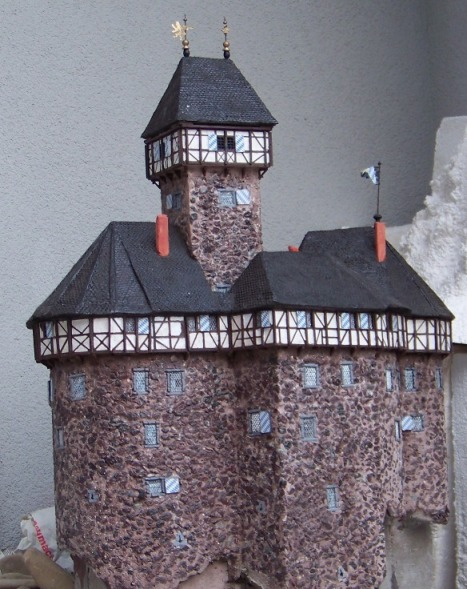
Макет замку Фалькенберг(2012)
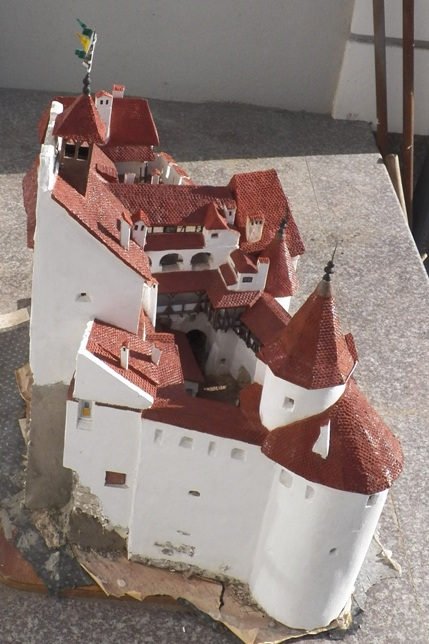
Макет замку Бран (2012)
Макет ліній оборони Пліснеська
Хотинський замок (2012)
Реконструкція вигляду Богоявленської церкви
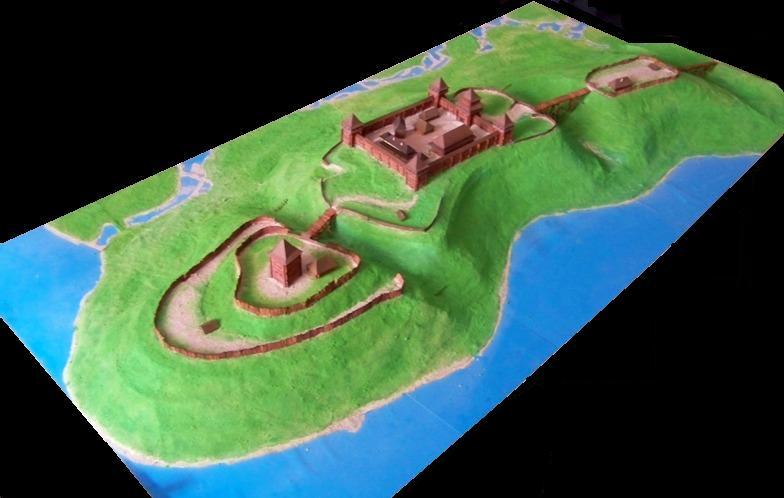
Реконструкція Жидачівського замку (2013)
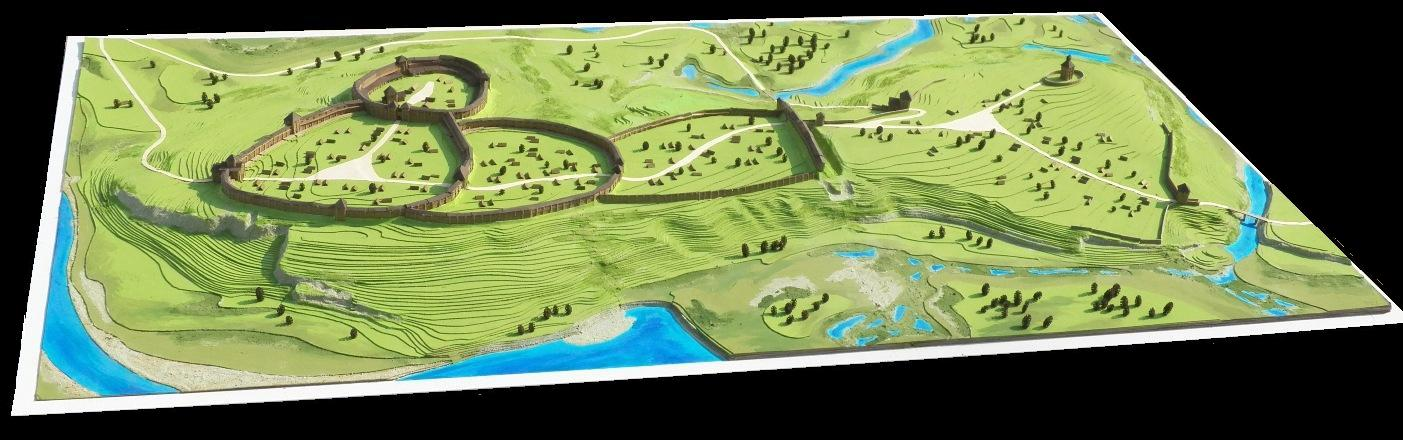
Реконструкція городища Жидачаева
Реконструкція Золочівського замку
Макет Бережанського замку
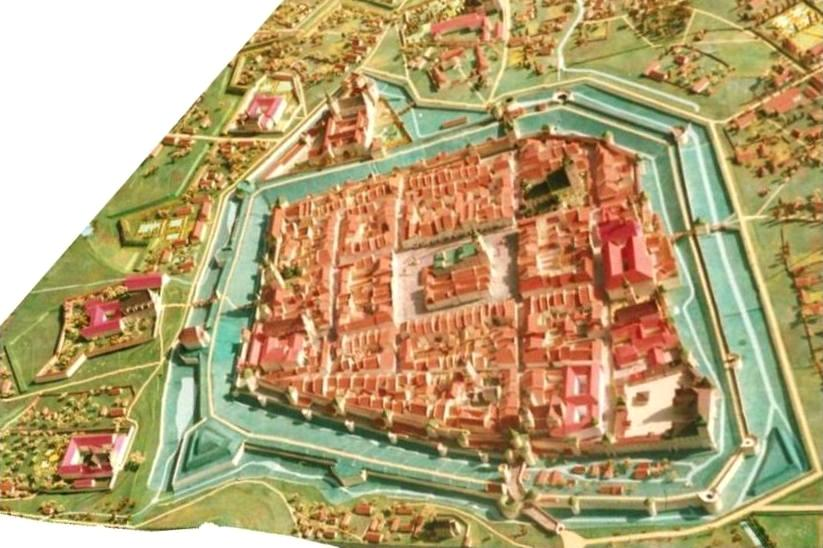
Центральна частина (Середмістя) панорами Львова XVIII ст.
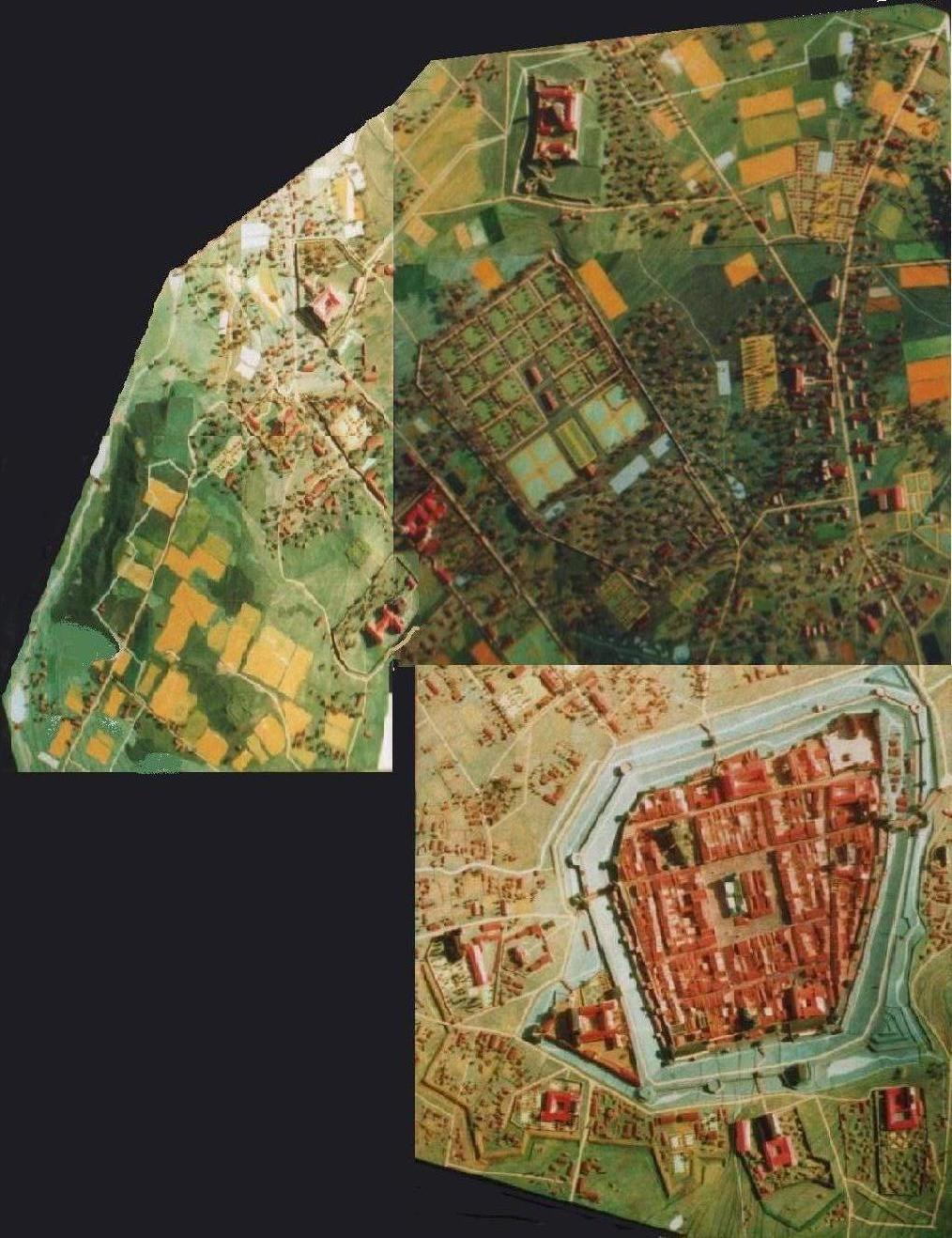
Виготовлені частини пластичної панорами Львова 1740-х років (без блоків Високого замку-Підзамча та Краківського передмістя)
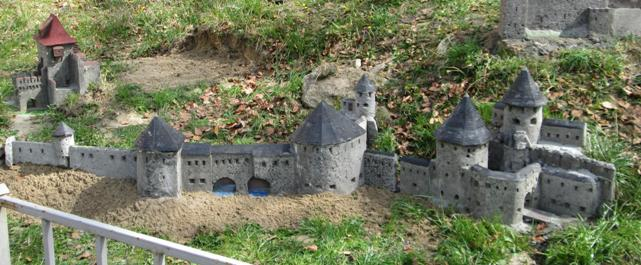
Макет Нижньої Польської брами
Макет Жовківського замку
Макет пожежного тягача С4Р